# Бјер ле Семир
Бјер ле Семир (фр. Bierre-lès-Semur) насеље је и општина у источном делу централне Француске у региону Бургоња, у департману Златна обала која припада префектури Монбар.
По подацима из 2011. године у општини је живело 90 становника, а густина насељености је износила 10,87 становника/km². Општина се простире на површини од 8,28 km². Налази се на средњој надморској висини од 360 метара (максималној 386 m, а минималној 307 m).

## Демографија
| 1962. | 1968. | 1975. | 1982. | 1990. | 1999. | 2011. |
| ----- | ----- | ----- | ----- | ----- | ----- | ----- |
| 100   | 108   | 83    | 58    | 76    | 86    | 90    |

График промене броја становника у току последњих година